# Huber Matos
Huber Matos Benítez (Yara, 26 de noviembre de 1918-Miami, 27 de febrero de 2014) fue un dirigente revolucionario, escritor, docente y disidente cubano, además de comandante histórico del Movimiento 26 de Julio que ayudó en el derrocamiento de la dictadura de Fulgencio Batista como parte de la Revolución cubana (1956-1959). Estuvo encarcelado por sedición entre 1959 y 1979.

## Participación en la Revolución Cubana

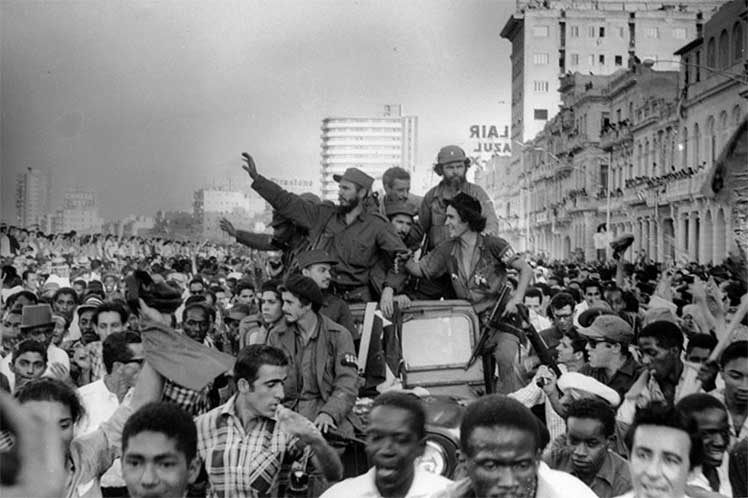
Huber Matos y Fidel Castro entran a La Habana en 1959.

Huber Matos es uno de los pocos oficiales del Ejército Rebelde que peleó toda la guerra entre 1956 y 1959 en el que llegó al rango de comandante, el equivalente en un ejército formal al rango de Coronel. Antes de unirse a la guerrilla era maestro de escuela en Manzanillo, Cuba, y poseía una pequeña plantación de arroz. Igual que Fidel Castro se integró al Partido Ortodoxo.
Después del Golpe de Estado del 10 de marzo de 1952 trabajó en contra del gobierno de Fulgencio Batista y en consecuencia tuvo que exiliarse en Costa Rica, donde reunió hombres y recursos para la lucha armada en la Sierra Maestra.
En marzo de 1958 llevó un cargamento aéreo con municiones y armas para Castro, por lo que fue premiado con un comando de combate. Durante el asalto final a Santiago de Cuba dirigió una columna y posteriormente, al triunfo revolucionario fue nombrado Comandante del Ejército en la provincia de Camagüey.

## Diferencias con Castro

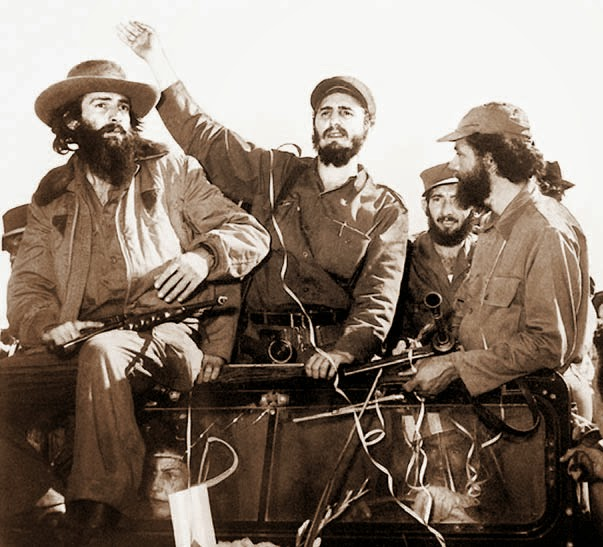
(izq.) Camilo Cienfuegos, Fidel Castro y Huber Matos.

En julio de 1959, Matos denunció la dirección que estaba tomando la revolución dando discursos abiertamente anticomunistas en Camagüey, y estuvo en particular en desacuerdo con la reforma agraria. Esto puso en marcha una disputa de meses de duración entre él y Fidel Castro, entonces primer ministro de Cuba, cuando Castro reemplazó al presidente Manuel Urrutia Lleó con el más radical Osvaldo Dorticós Torrado, Matos presentó su renuncia en una carta a Castro. El 26 de julio, Castro y Matos se reunieron en el Hotel Hilton de La Habana, donde, según Matos, Castro le dijo:

«Tu renuncia no es aceptable en este punto. Todavía nos queda mucho trabajo por hacer. Admito que Raúl [Castro] y el Che [Guevara] están coqueteando con el marxismo... pero tienes la situación bajo control... Olvídate de renunciar... Pero si en un tiempo tú crees que la situación no está cambiando, tienes el derecho a renunciar.»

En septiembre de 1959, Matos escribió:

«La influencia comunista en el gobierno ha seguido creciendo. Tengo que dejar el poder tan pronto como sea posible. Tengo que alertar al pueblo cubano en cuanto a lo que está sucediendo.»

El 19 de octubre envió una segunda carta de renuncia a Castro, debido al giro comunista por el que Fidel estaba llevando a Cuba. Como respuesta Castro le acusó en un discurso de sedición y le mandó dos días después a Camilo Cienfuegos con orden de arrestarle, efectuando el arresto en el propio estado mayor de los sublevados que no opusieron resistencia. Matos dice que advirtió a Cienfuegos que su vida estaba en peligro, que Castro estaba resentido con Cienfuegos por su popularidad y podría incluso haber esperado que los partidarios de Matos lo matasen en lugar de permitirle tomar el mando de Matos. Cienfuegos relevó a Matos del mando y detuvo a sus ayudantes militares. Según Max Lesnik, otro exguerrillero anti-Batistiano refugiado en Miami por anticomunista, Huber Matos era realmente un contacto de la CIA y conspiraba contra Fidel Castro.

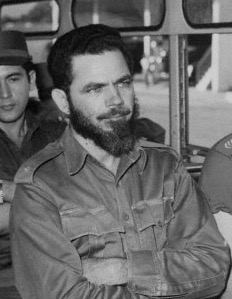
Matos en un autobús de transporte penitenciario poco después de su arresto.

El mismo día del arresto de Matos, Pedro Luis Díaz Lanz, un exiliado cubano en Miami y antiguo jefe de la fuerza aérea cubana con Fidel Castro tiró panfletos desde un avión sobre ciudad de La Habana llamando a la remoción de todos los elementos comunistas del gobierno. En respuesta a estas acciones, frente a una manifestación, Castro preguntó a la muchedumbre que si era justo ejecutar a los dos disidentes. La multitud gritó: «Paredón» (que los fusilasen).[cita requerida]
Después del mitin, Castro llamó a una junta de gobierno para definir la suerte de Matos. El Che Guevara y Raúl Castro apoyaban la ejecución. Al final, Castro optó por no ejecutarlo. El juicio contra Matos comenzó el 11 de diciembre y le sentenció a 20 años de prisión por los delitos de traición y sedición. Matos cumplió la pena completa, la mayor parte en el penal de la Isla de la Juventud.

## Actividades políticas en el exilio
En el libro Cómo llegó la noche  narra su ruptura con Fidel Castro y sobre su juicio y los años en prisión. En él reporta, entre otras cosas, sobre las torturas extremas durante su prisión en Cuba. Huber Matos fue secretario general de la organización cubana en el exilio «Cuba Independiente y Democrática», que tiene sede en Miami, Florida. En 2003 exigió en Alemania, en el marco del 3.er. Festival Internacional de Literatura en Berlín, a los países miembros de la Unión Europea sancionar a Cuba. Además, enfureció a los partidarios de la Revolución por considerar justificado el llamado a la resistencia violenta (incluyendo atentados a Castro). Matos vivía de manera intermitente entre Estados Unidos de América y Costa Rica.

## Fallecimiento
Huber Matos falleció el 27 de febrero de 2014 a los 95 años, después de haber sido hospitalizado por un malestar en Miami. Siguiendo sus deseos sus restos fueron trasladados a Costa Rica, país que lo acogió cuando llegó exiliado por primera vez durante la lucha revolucionaria en 1957. Permanecerán en ese país hasta que puedan regresar a Cuba, cuando, según sus palabras, «Cuba sea libre».

«Quiero hacer mi viaje de regreso a Cuba desde la misma tierra cuyo pueblo siempre me demostró solidaridad y cariño, quiero descansar en suelo costarricense hasta que Cuba sea libre y de allí a Yara, a acompañar a mi madre y a reunirme con mi padre y con los cubanos»